# Betonmischanlage
Eine Betonmischanlage ist eine Anlage zur industriellen Herstellung von Beton. Moderne Anlagen mit elektronischer Steuerung übernehmen das Lagern, Dosieren, Fördern und Mischen der Ausgangsstoffe sowie das Herstellen und Verladen des Betons.
In erster Linie werden Betonmischanlagen in stationären Betonwerken genutzt, um Transportbeton nach Norm zu produzieren. Zur besseren Auslastung werden oftmals auch Mörtel und Estriche gefertigt. Des Weiteren liefern die Mischanlagen den Frischbeton für die Herstellung von Betonfertigteilen und anderen Betonerzeugnissen. Deutlich seltener kommen Betonmischanlagen auf der Baustelle zum Einsatz. Lediglich wenn große Betonmengen benötigt werden, wie etwa beim Bau von Betonautobahnen oder Flughäfen, stellt dies die wirtschaftlichere Variante dar. 
Betonmischanlagen werden in der BGL/EUROLISTE unter der Geräteuntergruppe B.4.5 – Beton-Mischanlagen, Kompaktbauweise aufgeführt. Kennwert ist der Nenninhalt in m³, also das Volumen des mit einem Arbeitsspiel herstellbaren Frischbetons in verdichtetem Zustand.

## Anlagenkomponenten
Moderne Anlagen für die Herstellung von Qualitätsbeton bestehen aus folgenden Komponenten:
Lagerkapazitäten für die einzelnen Rezepturbestandteile (Gesteinskörnung, Zement, Wasser und Betonzuschläge)
Die einzelnen Zementsorten (bzw. Bindemittelsorten) werden neben der Anlage jeweils in Silos gelagert, die pneumatisch befüllt werden. Die Silos haben unten einen Verschluss und von dort wird der Zement über Förderschnecken zur Zementwaage befördert.
Transport-, Dosier- und Wiegeeinrichtungen für jeden Rezepturbestandteil
Die Sanddosierung erfolgt meist mit Doppelsegmentverschlüssen. Für größere Gesteinskörnungen ab 4 mm genügt ein Einfachsegmentverschluss für die Dosierung. Die anschließende Förderung der dosierten Gesteinskörnung erfolgt mit einem Förderband. Der Zement dagegen gelangt mit Hilfe von Förderschnecken in den Betonmischer. Die einzelnen Rezepturbestandteile werden mit Hilfe von geeichten Behälterwaagen, die mit elektronischen Wägezellen ausgestattet sind, in hoher Genauigkeit verwogen. Die Größe der Behälter orientiert sich an den maximal möglichen Chargen der Mischanlage. Alternativ zur Behälterwaage können auch Wiegbänder oder Aufzugkübel mit Wägezellen zur Anwendung kommen.
Sandfeuchtemesser
Eine kapazitiv arbeitende Sonde misst den elektrischen Widerstand während des Dosiervorganges von Sand und ermittelt so dessen Feuchtigkeit. Anhand des gewonnenen Messwertes kann der Sandanteil oder der Wasseranteil der Charge angepasst werden.
Konsistenzmesser
Mehrere im Betonmischer eingebaute Sonden messen die Leitfähigkeit des Betons. Je nach Wasserzugabemenge ändert sich die Leitfähigkeit und damit auch die Konsistenz des Betons.
Betonmischer
Der Mischer stellt das eigentliche Herzstück der Anlage dar. Er muss in sehr kurzer Zeit die Charge sehr homogen vermischen.
Übergabeeinrichtung für den Frischbeton
Dosier- und Prozesssteuerungsstechnik
Staubfilter
An der Zementwaage und am Betonmischer sorgen Staubfilter dafür, dass die Staubemissionen so gering wie möglich gehalten werden
Restbeton-Recyclinganlage
Viele Transportbetonanlagen sind noch mit einer Restbeton-Recyclinganlage ausgerüstet. Nach der Reinigung der Lkw-Fahrmischer wird mit dieser Zusatzanlage die Betonsuspension wieder in feste und flüssige Bestandteile getrennt. Dies verhindert ein Abbinden der Betonreste. Die gewonnenen Bestandteile werden danach häufig dem Betonherstellprozess wieder beigemischt.

## Fließschema
Das nachfolgende Fließschema stellt die Hauptkomponenten und den Materialfluss in einer Betonmischanlage (stationär und mobil) für Qualitätsbeton dar.
| Dosierung Gesteinskörnung | Dosierung Gesteinskörnung | Dosierung Gesteinskörnung | Dosierung Gesteinskörnung | Dosierung Gesteinskörnung | Dosierung Gesteinskörnung |  |  | Dosierung Zement     | Dosierung Zement | Dosierung Zement | Dosierung Zement | Dosierung Zement | Dosierung Zement |  |  |                          |                          |                          |                          |                          |                          |  |  |  |  |  |  |  |  |  |  |  |  |  |  |  |  |  |  |
| Dosierung Gesteinskörnung | Dosierung Gesteinskörnung | Dosierung Gesteinskörnung | Dosierung Gesteinskörnung | Dosierung Gesteinskörnung | Dosierung Gesteinskörnung |  |  | Dosierung Zement     | Dosierung Zement | Dosierung Zement | Dosierung Zement | Dosierung Zement | Dosierung Zement |  |  |                          |                          |                          |                          |                          |                          |  |  |  |  |  |  |  |  |  |  |  |  |  |  |  |  |  |  |
| Sandfeuchtemessung        | Sandfeuchtemessung        | Sandfeuchtemessung        | Sandfeuchtemessung        | Sandfeuchtemessung        | Sandfeuchtemessung        |  |  | Zementschnecke       | Zementschnecke   | Zementschnecke   | Zementschnecke   | Zementschnecke   | Zementschnecke   |  |  |                          |                          |                          |                          |                          |                          |  |  |  |  |  |  |  |  |  |  |  |  |  |  |  |  |  |  |
| Sandfeuchtemessung        | Sandfeuchtemessung        | Sandfeuchtemessung        | Sandfeuchtemessung        | Sandfeuchtemessung        | Sandfeuchtemessung        |  |  | Zementschnecke       | Zementschnecke   | Zementschnecke   | Zementschnecke   | Zementschnecke   | Zementschnecke   |  |  |                          |                          |                          |                          |                          |                          |  |  |  |  |  |  |  |  |  |  |  |  |  |  |  |  |  |  |
| Waage Gesteinskörnung     | Waage Gesteinskörnung     | Waage Gesteinskörnung     | Waage Gesteinskörnung     | Waage Gesteinskörnung     | Waage Gesteinskörnung     |  |  | Waage Zement         | Waage Zement     | Waage Zement     | Waage Zement     | Waage Zement     | Waage Zement     |  |  | Waage oder Zähler Wasser | Waage oder Zähler Wasser | Waage oder Zähler Wasser | Waage oder Zähler Wasser | Waage oder Zähler Wasser | Waage oder Zähler Wasser |  |  |  |  |  |  |  |  |  |  |  |  |  |  |  |  |  |  |
| Waage Gesteinskörnung     | Waage Gesteinskörnung     | Waage Gesteinskörnung     | Waage Gesteinskörnung     | Waage Gesteinskörnung     | Waage Gesteinskörnung     |  |  | Waage Zement         | Waage Zement     | Waage Zement     | Waage Zement     | Waage Zement     | Waage Zement     |  |  | Waage oder Zähler Wasser | Waage oder Zähler Wasser | Waage oder Zähler Wasser | Waage oder Zähler Wasser | Waage oder Zähler Wasser | Waage oder Zähler Wasser |  |  |  |  |  |  |  |  |  |  |  |  |  |  |  |  |  |  |
|                           |                           |                           |                           |                           |                           |  |  |                      |                  |                  |                  |                  |                  |  |  |                          |                          |                          |                          |                          |                          |  |  |  |  |  |  |  |  |  |  |  |  |  |  |  |  |  |  |
|                           |                           |                           |                           |                           |                           |  |  | Betonmischer         | Betonmischer     | Betonmischer     | Betonmischer     | Betonmischer     | Betonmischer     |  |  | Dosierung Betonzusätze   | Dosierung Betonzusätze   | Dosierung Betonzusätze   | Dosierung Betonzusätze   | Dosierung Betonzusätze   | Dosierung Betonzusätze   |  |  |  |  |  |  |  |  |  |  |  |  |  |  |  |  |  |  |
|                           |                           |                           |                           |                           |                           |  |  | Betonmischer         | Betonmischer     | Betonmischer     | Betonmischer     | Betonmischer     | Betonmischer     |  |  | Dosierung Betonzusätze   | Dosierung Betonzusätze   | Dosierung Betonzusätze   | Dosierung Betonzusätze   | Dosierung Betonzusätze   | Dosierung Betonzusätze   |  |  |  |  |  |  |  |  |  |  |  |  |  |  |  |  |  |  |
|                           |                           |                           |                           |                           |                           |  |  |                      |                  |                  |                  |                  |                  |  |  |                          |                          |                          |                          |                          |                          |  |  |  |  |  |  |  |  |  |  |  |  |  |  |  |  |  |  |
|                           |                           |                           |                           |                           |                           |  |  | Übergabe Frischbeton |                  |                  |                  |                  |                  |  |  |                          |                          |                          |                          |                          |                          |  |  |  |  |  |  |  |  |  |  |  |  |  |  |  |  |  |  |

## Grundtypen
Bei Betonmischanlagen wird grundsätzlich zwischen Vertikalanlagen und Horizontalanlagen unterschieden.

### Vertikalanlage

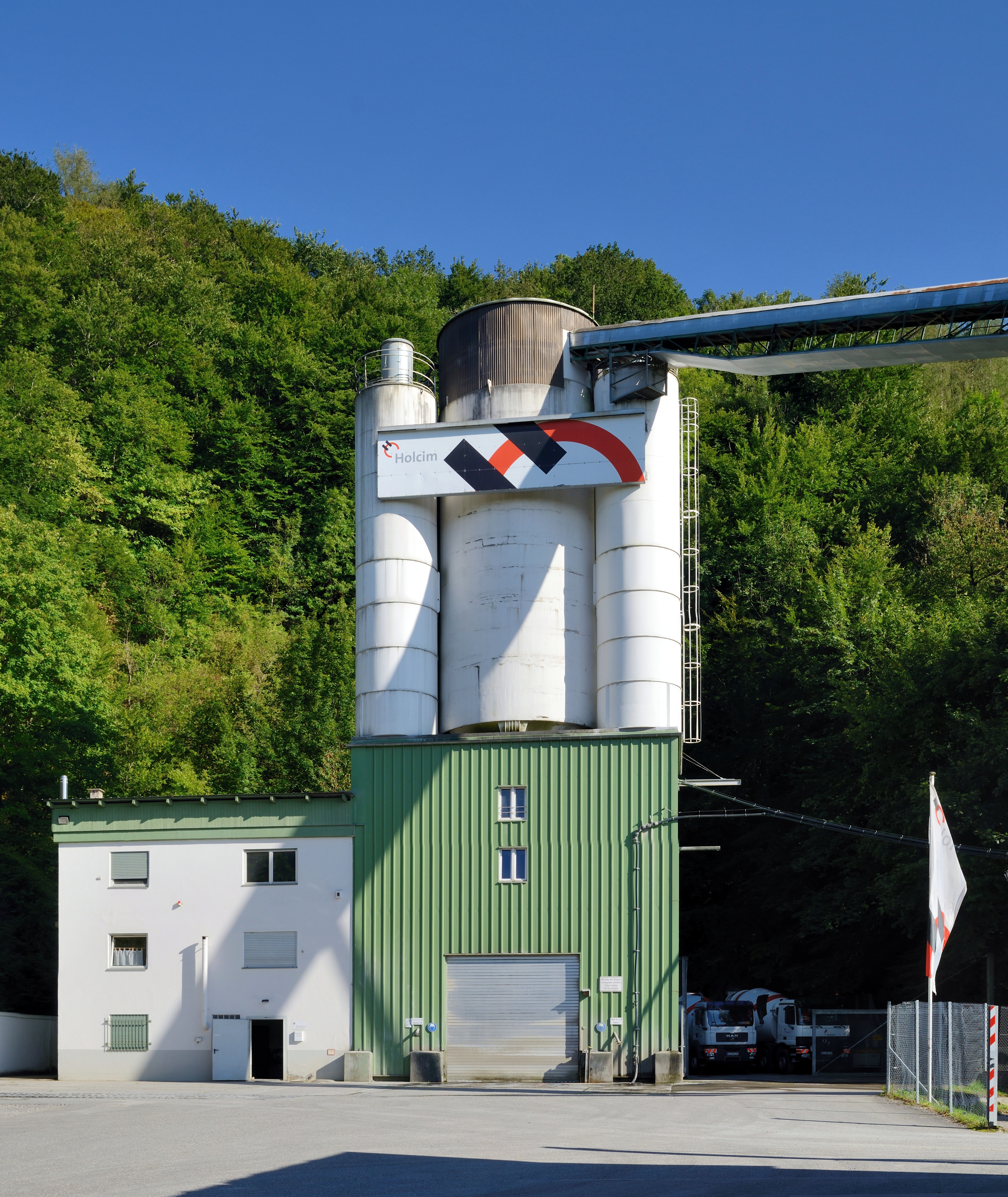
Vertikalanlage

Die verschiedenen Gesteinskörnungen lagern in sternförmig angeordneten Kammersegmenten, die zusammen mit dem Zementsilo einen turmartigen Aufbau oberhalb der Mischer- und Waagenbühne bilden. Die Beschickung des Turms erfolgt über ein langes Steigband, ein Becherwerk oder eher seltener über einen Aufzug. Die Zuführung der Gesteinskörnung zur Dosierwaage sowie zum Mischer erfolgt durch Schwerkraft. Der Vorteil von Vertikalanlagen ist eine hohe Leistungsfähigkeit sowie ein Schutz der Zuschläge vor Witterungseinflüssen. So können in diesen Anlagen bis zu 130 m³ Frischbeton pro Stunde hergestellt werden. Allerdings ist diese Bauweise auch mit höheren Investitionen verbunden. Sie kommt daher nahezu ausschließlich in Transportbeton- und Fertigteilwerken zum Einsatz.

### Horizontalanlage

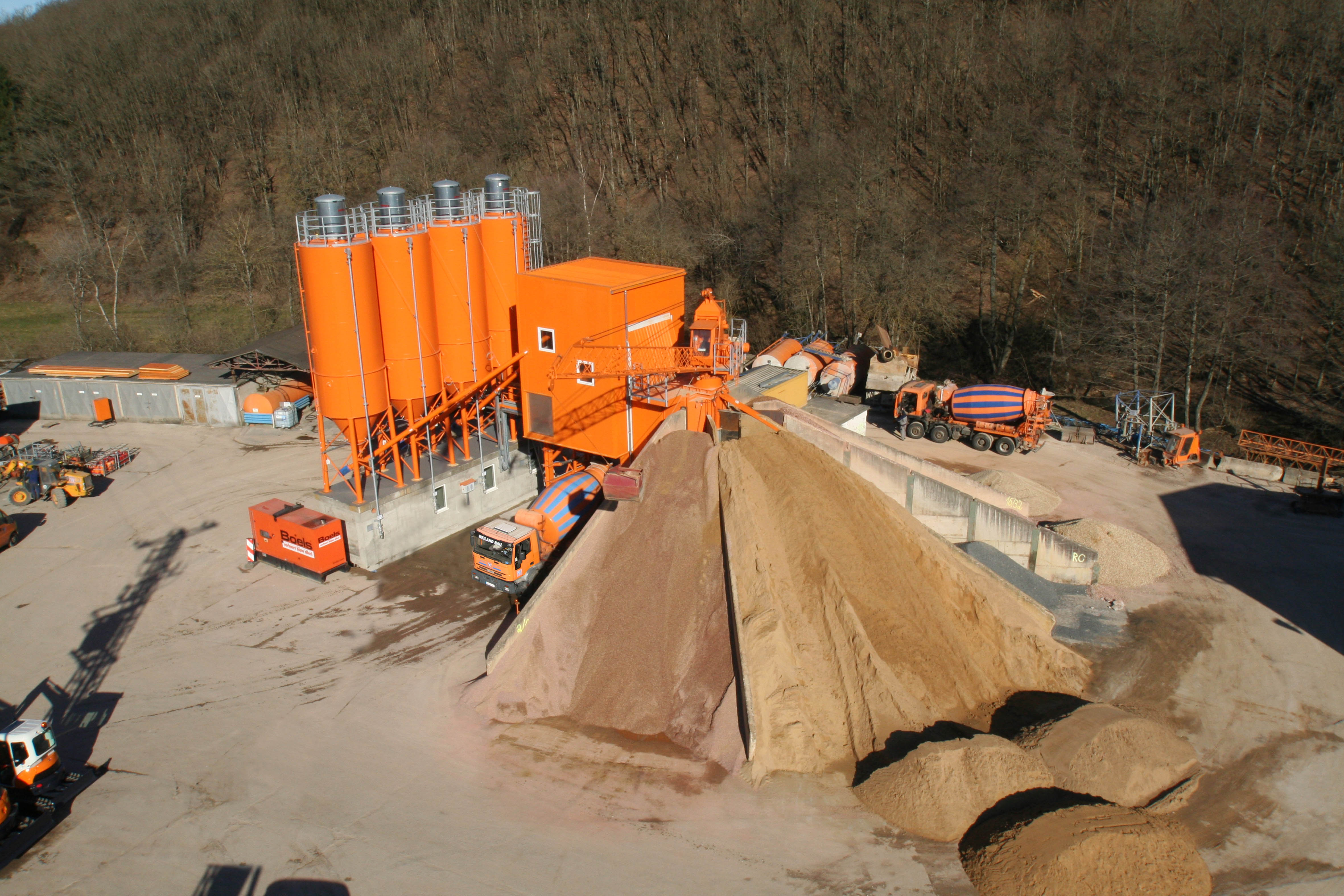
Horizontalanlage mit Sternlager

Bei Horizontalanlagen werden die Gesteinskörnungen horizontal neben dem Betonmischer gelagert, dosiert, verwogen und mittels Förderband oder Aufzugkübel in den Betonmischer gegeben. Zum Teil können Horizontalanlagen schnell und kostengünstig umgesetzt und montiert werden. Die Leistungsfähigkeit der Horizontalanlagen ist etwas geringer als die der Vertikalanlagen und liegt bei etwa 110 m³ Frischbeton pro Stunde.
Es gibt vier verschiedene Lagerarten:
Sternlager
Die verschiedenen Gesteinskörnungen werden in sternförmig angeordneten Kammern offen angehäuft. Im Zentrum befindet sich ein seilgeführter Schürfkübel (auch Schrapper genannt), mit dessen Hilfe die Gesteinskörnungen in den Zuteilstern gezogen werden kann. Von dort fallen die Zuschläge auf eine Waage, die meist zugleich als Förderbehälter für die Beschickung des Mischers dient.
Hochsilo
Bei dieser Bauform lagern die verschiedenen Gesteinskörnungen in einem Hochsilo neben dem Betonmischer. Sie fallen in der benötigten Menge auf ein darunter liegendes Wiegeband und gelangen anschließend mit Hilfe eines Aufzugkübels in den Betonmischer.
Taschensilo
Das Taschensilo steht auf einer Anhöhe und besteht aus vier Kammern. Beidseitig sind Rampen angeschüttet, sodass eine Beschickung der Kammern mit dem Radlader möglich ist.
Reihensilo
Die verschiedenen Gesteinskörnungen lagern in Reihensilos, die von einem Radlader beschickt werden. Unter den Silos befindet sich eine Dosiervorrichtung, die die einzelnen Gesteinskörnungen rezepturgenau an ein Förderorgan abgibt und dann den Mischer beschickt.

## Einsatzbereiche

### Mischanlage im Transportbetonwerk
Ab Anfang der 1960er Jahre ersetzten stationäre Transportbetonwerke mit Fahrmischer-Betrieb die bis zu diesem Zeitpunkt üblichen handbedienten Baustellenmisch- und Wiegeanlagen. Moderne Transportbetonwerke sind nahezu ausschließlich mit stationären Betonmischanlagen ausgestattet. Die Betonherstellung erfolgt nach Betonsortenverzeichnis anhand gültiger Normen. Der gesamte Herstellungsprozess wird auf einem Lieferschein dokumentiert. Angaben auf dem Lieferschein sind neben der Betonsorte die Expositions-, Festigkeits- und Konsitstenzklasse sowie die Art und Menge der verwendeten Bestandteile.

### Mischanlage auf der Baustelle
Für Großbaustellen mit hohem Betonbedarf, wie beispielsweise beim Bau von Flughäfen, Betonautobahnen oder Staudämmen, wurden spezielle Betonmischanlagen entwickelt. In der Regel handelt es sich dabei um mobile Großmischanlagen mit einer Leistung von bis zu 300 m³/h Festbeton bei gleichbleibender Rezeptur. Sie bestehen aus transportablen Einzelkomponenten, die rasch umgesetzt werden können und schnell montierbar sind. Die Übergabe des Betons erfolgt bei Baustellenanlagen auch an Baustellenkipper, Krankübeln oder Förderbänder.

### Mischanlage im Betonfertigteilwerk
Im Betonfertigteilwerk ist die Herstellung des Frischbetons lediglich eine Zwischenstufe. Nachfolgend werden daraus feste Betonelemente gefertigt, die zur Baustelle transportiert werden. Die Betonleistung eines Fertigteilwerks liegt meist niedriger als bei einem Transportbetonwerk, da das Betonformen in der Regel der kapazitätsbestimmende Faktor ist. Der Herstellprozess des Frischbetons ist im Prinzip gleich wie beim Transportbeton, allerdings werden häufig andere Rezepturen mit mehr Feinanteil bei den Zuschlägen verwendet. Die Übergabe des Frischbetons erfolgt meist mit innerbetrieblichen Transportkübeln, von denen dann die vorgefertigten Schalungen befüllt werden.

## Winterbetrieb
Wenn die Betonmischanlage bei winterlicher Witterung betrieben wird, müssen bestimmte Maßnahmen ergriffen werden, um die geforderte Frischbetonqualität zu erhalten. So sollten beispielsweise die wichtigsten Anlagenkomponenten (Betonmischer und Transport-, Dosier- und Wiegeeinrichtungen) eingehaust und beheizt sein. Zudem kann sogenannter Warmbeton hergestellt werden. Dies wird durch Aufheizen der Gesteinskörnungen im Silo mit Warmluft realisiert. Hierzu wird im unteren Teil der Silotaschen Warmluft eingeblasen und auf diese Weise die Gesteinskörnung nach oben hin erwärmt. Zudem besteht die Möglichkeit angewärmtes Anmachwasser zur Betonherstellung zu verwenden und so einen ausreichend vorgewärmten Frischbeton zu erhalten.

## Hersteller (Auswahl)
Bedeutende Hersteller von Betonmischanlagen sind:
- Schwing Stetter
- Liebherr-Mischtechnik
- Ammann Group
- Putzmeister